# Concours pentétérique
Un concours est dit pentétérique, en Grèce antique, pour signifier qu'il a lieu tous les quatre ans (littéralement, la cinquième année).
Les concours pentétériques sont ceux de la période : les jeux olympiques, les Héraia (pour les filles), les jeux isthmiques, les jeux néméens et les jeux pythiques.